# Dircaeomorpha elegans
Dircaeomorpha elegans is een keversoort uit de familie zwamspartelkevers (Melandryidae). De wetenschappelijke naam van de soort werd in 1974 gepubliceerd door Sasaji.